# Myzomela chermesina
Myzomela chermesina là một loài chim trong họ Meliphagidae.